# Cruz de las Fuerzas Terrestres
La Cruz de las Fuerzas Terrestres es una condecoración militar de Venezuela creada el 8 de diciembre de 1952 para premiar los servicios distinguidos prestados en el Ejército Bolivariano.

## Descripción
Está formada por una  Cruz de Occitania cubierta en esmalte de color rojo. La punta central y superior tienen un agujero con un anillo a través del cual se suspende el collar. La cara es circular y en el centro está inscrita la frase "honor al mérito" dentro una hoja de laurel de pintura esmalte. En el reverso y en el centro está inscrita la frase «cruz del ejército venezolano» rodeado igualmente de laurel en pintura esmalte.
Su otorgamiento está prescrito en el artículo 332 de la Ley Orgánica de la Fuerza Armada Nacional Bolivariana.

## Clases
Comprende tres clases:
- Primera
- Segunda
- Tercera

| Barras    |           |           |
| 1.ª Clase | 2.ª Clase | 3.ª Clase |